# 제2회 전국동시지방선거 가평군의회
다음은 제2회 전국동시지방선거의 가평군의회의원 선거결과를 정리한 문서이다. 해당 선거에서 가평군의회는 지역구의원 7명을 선출했다.

## 지역구 선거 결과
|  | 38.85% |

|  | 34.05% |

|  | 27.09% |

|  | 52.53% |

|  | 47.46% |

|  | 54.54% |

|  | 45.45% |

|  | 50.33% |

|  | 49.66% |

|  | 38.42% |

|  | 34.48% |

|  | 27.08% |

|  | 38.27% |

|  | 37.84% |

|  | 23.87% |